# The Big Soul-Band
The Big Soul-Band (перевиданий як Wade in the Water) — студійний альбом американського джазового саксофоніста Джонні Гріффіна, випущений у 1960 році лейблом Riverside.

## Опис
Тенор-саксофоніст Джонні Гріффін грає на цій сесії для Riverside з гуртом, що складається з десяти музикантів. Репертуар альбому досить незвичний і містить спіричуелс (включаючи «Nobody Knows the Trouble I've Seen» і «Deep River»), композиції Боббі Тіммонса («So Tired») і Джуніора Менса і три оригінальні композиції Нормана Сіммонса, який здійснив аранжування п'яти з восьми композицій альбому. Трубач Кларк Террі і тромбоністи Джуліан Прістер та Меттью Джі грають декілька коротких соло, однак акцент зроблений на лідері сесії.

## Список композицій
1. «Wade in the Water» (народна) — 3:44
2. «Panic Room Blues» (Норман Сіммонс) — 4:33
3. «Nobody Knows the Trouble I've Seen» (народна) — 2:40
4. «Meditation» (Норман Сіммонс) — 8:14
5. «Holla» (Норман Сіммонс) — 3:35
6. «So Tired» (Боббі Тіммонс) — 6:34
7. «Deep River» (народна) — 5:24
8. «Jubilation» (Джуніор Менс) — 3:53

## Учасники запису
- Джонні Гріффін — тенор-саксофон, хор
- Едвін Вільямс — тенор-саксофон
- Кларк Террі, Боб Браянт — труба
- Джуліан Прістер, Меттью Джі — тромбон
- Френк Строзьє (3, 4, 5, 6, 8), Пет Патрік (1, 2, 7) — альт-саксофон
- Боббі Тіммонс — фортепіано (4), челеста (3)
- Гарольд Мейберн — фортепіано (1—3, 5—8)
- Боб Креншоу (1, 2, 7), Віктор Спроулс (3—6, 8) — контрабас
- Чарлі Персіп — ударні
- Норман Сіммонс — аранжування (3—6, 8)

Технічний персонал
- Оррін Кіпньюз — продюсер, текст
- Рей Фаулер — інженкр
- Лоуренс Н. Шустак — фотографія
- Кен Дірдофф — дизайн [обкладинка]